# Øystein Hedstrøm
Øystein Hedstrøm, född 7 augusti 1946 i Moss, är en norsk tandläkare och politiker (Fremskrittspartiet) med svenska rötter. Han var stortingsledamot  för Østfold 1989–2005 och en av Fremskrittspartiets mest framstående politiker på 1990-talet. Han är son till verkstadsägaren Åke Willem Hedström i Karlstad och hans fru Astri Thue från Moss. Han är utbildad tandläkare från Göteborgs universitet 1972.
Øystein Hedstrøm gick med i Anders Langes parti, som senare blev Fremskrittspartiet, 1973. Han hade tidigare varit medlem i Unge Høyre. Han började sin politiska karriär på 1980-talet som kommunpolitiker i Rakkestad och satt i lokalstyrelsen där i några år. Han satt också i Østfold fylkesting under perioden 1988-1991. Som rikspolitiker fick han mycket uppmärksamhet i media när det avslöjades att han i september 1995 deltog i det mycket citerade "mötet med Godlia Kino" som organiserades av den invandringskritiska organisationen Den Norske Forening.